# Христіан Генріх Фрідрих Петерс
Крістіан Генріх Фрідріх Петерс (англ. Christian Heinrich Friedrich Peters; 19 вересня 1813, Шлезвіг-Гольштейн, Данія (нині Німеччина) — 18 липня 1890, Клінтон, США) — німецько-американський астроном, був одним з перших дослідників астероїдів, відкривши 48 з них, також відкрив кілька туманностей і галактик.

## Біографія
Петерс вчився в Берлінському університеті, де лекції з математики та астрономії читав Йоганн Енке. У 23 роки Петерс отримав докторський ступінь. Освіту продовжив у великого математика Карла Гауса, який в області астрономії був відомий завдяки тому, що за власною методикою розрахував траєкторію першого відкритого астероїда — Церери.
Після навчання він вирушив до Італії з метою провести ряд дослідницьких робіт і потім вступити на посаду асистента у новій обсерваторії на Сицилії. Однак неспокійна політична ситуація в країні втягнула Петерса в повстанську боротьбу за незалежність Італії. Але в травні 1849 королівські війська окупували острів, внаслідок чого Петерс змушений втекти до Франції. Через деякий час він направився до Стамбулу. Але і тут йому не вдалося продовжити наукову кар'єру, оскільки незабаром почалася Кримська війна.
У 1854 році за допомогою американського посла Петерса вдалося перебратися в США, де він відразу ж включився в дослідницьку діяльність. Вже через п'ять років він обійняв посаду професора астрономії Гамільтонського коледжу в місті Клінтон. У той час у стінах обсерваторії даного вишу знаходився один з найбільших телескопів у країні діаметром 13½ дюйма. З його допомогою він здійснив більшість своїх відкриттів, які принесли йому популярність.
| Відкрив астероїдів: 48 | Відкрив астероїдів: 48 |
| ---------------------- | ---------------------- |
| 72 Феронія             | 29 травня 1861         |
| 75 Еврідіка            | 22 вересня 1862        |
| 77 Фріґґа              | 12 листопада 1862      |
| 85 Іо                  | 19 вересня 1865        |
| 88 Тісба               | 15 червня 1866         |
| 92 Ундіна              | 7 липня 1867           |
| 98 Іанта               | 18 квітня 1868         |
| 102 Міріам             | 22 серпня 1868         |
| 109 Фелікітас          | 9 жовтня 1869          |
| 111 Ата                | 14 серпня 1870         |
| 112 Іфігенія           | 19 вересня 1870        |
| 114 Кассандра          | 23 липня 1871          |
| 116 Сірона             | 8 вересня 1871         |
| 122 Герда              | 31 липня 1872          |
| 123 Брюнхільда         | 31 липня 1872          |
| 124 Алкеста            | 23 серпня 1872         |
| 129 Антігона           | 5 лютого 1873          |
| 130 Електра            | 17 лютого 1873         |
| 131 Вала               | 24 травня 1873         |
| 135 Герта              | 18 лютого 1874         |
| 144 Вібілія            | 3 червня 1875          |
| 145 Адеона             | 3 червня 1875          |
| 160 Уна                | 20 лютого 1876         |
| 165 Лорелей            | 9 серпня 1876          |
| 166 Родопа             | 15 серпня 1876         |
| 167 Урда               | 28 серпня 1876         |
| 176 Ідуна              | 14 жовтня 1877         |
| 185 Евніка             | 1 березня 1878         |
| 188 Меніппа            | 18 червня 1878         |
| 189 Фтія               | 9 вересня 1878         |
| 190 Ісмена             | 22 вересня 1878        |
| 191 Колґа              | 30 вересня 1878        |
| 194 Прокна             | 21 березня 1879        |
| 196 Філомела           | 14 травня 1879         |
| 199 Бібліда            | 9 липня 1879           |
| 200 Дінамена           | 27 липня 1879          |
| 202 Хрісеїда           | 11 вересня 1879        |
| 203 Помпея             | 25 вересня 1879        |
| 206 Герсілія           | 13 жовтня 1879         |
| 209 Дідона             | 22 жовтня 1879         |
| 213 Лілея              | 16 лютого 1880         |
| 234 Барбара            | 12 серпня 1883         |
| 249 Ільзе              | 16 серпня 1885         |
| 259 Алетея             | 28 червня 1886         |
| 261 Прімно             | 31 жовтня 1886         |
| 264 Любуша             | 22 грудня 1886         |
| 270 Анаїта             | 8 жовтня 1887          |
| 287 Нефтида            | 25 серпня 1889         |